# Линија ЕКО 1 (Београд)
Линија ЕКО1 је прва електробус линија у Београду уведена 1. септембра 2016. године. Линија спаја Вуков споменик са центром града, Новобеоградским блоковима и Насељем Белвил.  

## Траса и стајалишта
Линија у смеру А (Вуковска - Вуков споменик - Насеље Белвил) има 16 станица док у смеру Б има 17 Станица.  
Траса у смеру А: ВУКОВ СПОМЕНИК - Краљице Марије - Булевар краља Александра - Трг Николе Пашића - Дечанска - Теразијски тунел - Зелени венац - Бранкова - Бранков мост - Булевар Михајла Пупина - Милентија Поповића - Булевар Зорана Ђинђића - Антифашистичке борбе - Булевар Милутина Миланковића - Ђорђа Станојевића - НАСЕЉЕ БЕЛВИЛ  
Траса у смеру Б: НАСЕЉЕ БЕЛВИЛ - Ђорђа Станојевића - Омладинских бригада - Булевар Милутина Миланковића - Антифашистичке борбе - Булевар Зорана Ђинђића - Милентија Поповића - Булевар Михајла Пупина - Бранков мост - Бранкова - Зелени венац - Теразијски тунел - Дечанска - Трг Николе Пашића - Булевар краља Александра - Рузвелтова - Краљице Марије - ВУКОВ СПОМЕНИК   

## Возила
На линији саобраћа 4 електробуса Higer KLQ6129GEV2 чији гаражни бројеви су у распону од 2100 до 2105.